# マリオ・ヴランチッチ
マリオ・ヴランチッチ（Mario Vrančić、1989年5月23日 - ）は、ユーゴスラヴィア(現クロアチア)・スラヴォンスキ・ブロド出身でボスニア・ヘルツェゴビナ国籍のプロサッカー選手。FKサラエヴォ所属。ポジションは、ミッドフィールダー。

## クラブ経歴
1.FSVマインツ05でキャリアをスタート。2009年6月ロート・ヴァイス・アーレンに1年間レンタル移籍。
レンタル復帰後はトップチームでの出番がなく、半年後にボルシア・ドルトムント IIに移籍。
2012年7月、SCパーダーボルン07に移籍。
2015年6月、SVダルムシュタット98に移籍。
2017年6月、ノリッジ・シティFCに移籍。
2021年7月5日、ストーク・シティFCと1年契約を結んだ。
2022年6月18日、HNKリエカにレンタル移籍。2023年2月に完全移籍となるが、FKサラエヴォにレンタル移籍した。

## 代表歴
U-20まではドイツ代表に選出されており、UEFA U-19欧州選手権2008優勝を経験している。
2015年8月、ボスニア・ヘルツェゴビナ代表への変更を表明。9月のアンドラ代表戦でA代表初出場。

## タイトル
ノリッジ・シティFC
- EFLチャンピオンシップ : 2018-19, 2020-21